# Hoàng đế cuối cùng
Hoàng đế cuối cùng (tiếng Anh: The Last Emperor) là bộ phim tiểu sử về cuộc đời của Phổ Nghi, vị hoàng đế cuối cùng của Trung Quốc, đạo diễn bởi Bernardo Bertolucci và phát hành bởi Columbia Pictures năm 1987. Kịch bản được viết bởi Mark Peploe và Bertolucci, dựa chủ yếu vào cuốn tự truyện của Phổ Nghi. Bộ phim miêu tả toàn bộ cuộc đời Phổ Nghi, từ lúc lên ngôi khi còn rất nhỏ cho tới lúc bị giam giữ và phóng thích bởi chính quyền Cộng hòa Nhân dân Trung Hoa, sau đó sống những năm cuối đời tại đây.
Phim được đánh giá là một trong 3 bộ phim kinh điển nhất trong lịch sử điện ảnh châu Á 

## Nội dung
Phổ Nghi được Từ Hi Thái Hậu chỉ định kế thừa ngôi vị khi mới lên 3 (1908) trong lúc bà hấp hối. Ông sống xa hoa và được chiều chuộng trong Tử Cấm Thành cùng với Hoàng hậu Uyển Dung và Thục phi Văn Tú cũng như rất nhiều kẻ hầu người hạ, tuy nhiên suốt thời gian đó ông không được phép ra ngoài Tử Cấm Thành.
Khi tới tuổi trưởng thành, ông bị trục xuất ra khỏi Tử Cấm Thành nên cùng các vợ sống một cách tự do ở bên ngoài. Tuy nhiên Thục phi Văn Tú vì không thích tiếp tục cuộc sống "chung chồng" nên đã ly hôn và quyết định bỏ đi.
Sau một thời gian, người Nhật mời ông về lại Trung Quốc để cai quản một vùng lãnh thổ dưới danh hiệu như một vị vua nhưng phải chịu một số yêu cầu của người Nhật, ông đồng ý. Trong nhiều năm sau đó, ông chịu sự khống chế của Nhật Bản, trở thành một vị vua bù nhìn.
Khi Nhật bại trận và Hồng quân Trung Quốc chiếm lại được lãnh thổ, ông bị giam giữ như một kẻ phản bội đất nước, phải ở tù trong suốt 10 năm đến khi được thả ra ở tuổi 53.

## Diễn viên
Bộ phim có sự tham gia của các diễn viên như John Lone (Tôn Long), Trần Xung, Peter O'Toole, Anh Nhược Thành, Victor Wong, Dennis Dun, Sakamoto Ryuichi, Maggie Han, Ric Young và Ô Quân Mai. Đây là bộ phim đầu tiên cho phép thực hiện tại Cố Cung, Bắc Kinh bởi chính quyền Trung Quốc.

## Giải thưởng
Tại lễ trao giải Oscar lần thứ 60 bộ phim đã được đề cử tổng cộng 9 giải Oscar .